# Palpa District
Palpa District er et af Nepals 75 administrative og politiske regioner, betegnet distrikter (lokalt betegnet district, zilla, jilla el. जिल्ला). Palpa er et distrikt i bakkeområdet Middle Hills, som ligger i Lumbini Zone i Western Development Region.
Palpa areal er 1.373 km² og der boede ved folketællingen 2001 i alt 268.558 og i 2007 299.979 i distriktet. Distriktets politiske organ District Development Committee er sammensat gennem indirekte valg, med repræsentation fra hver af de 9-17 administrative enheder ilakaer, hvert distrikt er opdelt i.
Palpa District er endvidere opdelt i 66 udviklingskommuner (lokalt navn: Gaun Bikas Samiti (G.B.S.) el. Village Development Committee (VDC)), hvoraf byer med over 10.000 indbyggere kategoriseres som købstæder (municipalities).
Palpa District er udviklingsmæssigt – gennem anvendelse af FN og UNDP's Human Development Index – kategoriseret som nr. 23 ud af Nepals 75 distrikter.

## Eksterne links
- Kort over Palpa District
- Palpa District sundhedsprofil – fra FN-Nepal (på engelsk) Arkiveret 27. september 2007 hos  Wayback Machine

27°52′00″N 83°33′00″Ø / 27.86667°N 83.55°Ø